# Acacia cyclops
Acacia cyclops är en ärtväxtart som beskrevs av George Don jr. Acacia cyclops ingår i släktet akacior, och familjen ärtväxter. Inga underarter finns listade i Catalogue of Life.